# Selección femenina de hockey sobre hielo de Canadá
La selección femenina de hockey sobre hielo de Canadá es el equipo femenino de hockey sobre hielo que representa a Canadá. El equipo es representado por la Canada Hockey, la asociación de hockey sobre hielo de Canadá, miembro de la IIHF. Canadá ha sido dominante a nivel internacional, habiendo ganado la mayoría de los grandes torneos de hockey sobre hielo.

## Historial

### Juegos Olímpicos
| Partidos            | PJ | PG | PE | PP | GF | GC | Entrenador/a      | Capitana            | Ronda | Posición                           |
| ------------------- | -- | -- | -- | -- | -- | -- | ----------------- | ------------------- | ----- | ---------------------------------- |
| Nagano 1998         | 6  | 4  | 0  | 2  | 29 | 15 | Shannon Miller    | Stacy Wilson        | Final | Medalla de plata, Juegos Olímpicos |
| Salt Lake City 2002 | 5  | 5  | 0  | 0  | 35 | 5  | Danièle Sauvageau | Cassie Campbell     | Final | Medalla de oro, Juegos Olímpicos   |
| Turín 2006          | 5  | 5  | 0  | 0  | 46 | 2  | Melody Davidson   | Cassie Campbell     | Final | Medalla de oro, Juegos Olímpicos   |
| Vancouver 2010      | 5  | 5  | 0  | —  | 48 | 2  | Melody Davidson   | Hayley Wickenheiser | Final | Medalla de oro, Juegos Olímpicos   |
| Sochi 2014          | 5  | 5  | 0  | —  | 17 | 5  | Kevin Dineen      | Caroline Ouellette  | Final | Medalla de oro, Juegos Olímpicos   |
| Pyeongchang 2018    | 5  | 4  | 1  | —  | 18 | 5  | Laura Schuler     | Marie-Philip Poulin | Final | Medalla de plata, Juegos Olímpicos |
| Pekín 2022          | 7  | 7  | 0  | 0  | 57 | 10 | Troy Ryan         | Marie-Philip Poulin | Final | Medalla de oro, Juegos Olímpicos   |

### Campeonatos Mundiales
- 1990 -  Oro
- 1991 - Torneo no celebrado
- 1992 -  Oro
- 1993 - Torneo no celebrado
- 1994 -  Oro
- 1995 - Torneo no celebrado, Canadá participó en la Pacific Rim Championship
- 1996 - Torneo no celebrado, Canadá participó en la Pacific Rim Championship
- 1997 -  Oro
- 1998 - Torneo no celebrado debido a los Juegos Olímpicos de Invierno 1998
- 1999 -  Oro
- 2000 -  Oro
- 2001 -  Oro
- 2002 - Torneo no celebrado debido a los Juegos Olímpicos de Invierno 2002
- 2003 - Torneo no celebrado debido a la crisis del SARS
- 2004 -  Oro
- 2005 -  Plata
- 2006 - Torneo no celebrado debido a los Juegos Olímpicos de Invierno 2006
- 2007 -  Oro
- 2008 -  Plata
- 2009 -  Plata
- 2010 - Torneo no celebrado debido a los Juegos Olímpicos de Invierno 2010
- 2011 -  Plata
- 2012 -  Oro
- 2013 -  Plata
- 2014 - Torneo no celebrado debido a los Juegos Olímpicos de Invierno 2014
- 2015 -  Plata
- 2016 -  Plata
- 2017 -  Plata
- 2018 - Torneo no celebrado debido a los Juegos Olímpicos de Invierno 2018
- 2019 -  Bronce
- 2020 - Torneo cancelado debido a la pandemia de coronavirus[2]
- 2021 -  Oro

### 3/4 Nations Cup
- 1996 -  Oro
- 1997 -  Plata
- 1998 -  Oro
- 1999 -  Oro
- 2000 -  Oro
- 2001 -  Oro
- 2002 -  Oro
- 2003 -  Plata
- 2004 -  Oro
- 2005 -  Oro
- 2006 -  Oro
- 2007 -  Oro
- 2008 -  Plata
- 2009 -  Oro
- 2010 -  Oro
- 2011 -  Plata
- 2012 -  Plata
- 2013 -  Oro
- 2014 -  Oro
- 2015 -  Plata
- 2016 -  Plata
- 2017 -  Plata
- 2018 -  Plata
- 2019 - Torneo cancelado debido a las diputas contractuales entre la Asociación Sueca de Hockey sobre hielo y la Selección femenina de Suecia

### Pacific Rim Championship
- 1995 -  Oro
- 1996 -  Oro

## Plantilla actual
Plantilla convocada para los Juegos Olímpicos de Pekín 2022.
| N.º | Pos. | Nombre                  | Altura | Peso  | Fecha de nacimiento                | Equipo                         |
| --- | ---- | ----------------------- | ------ | ----- | ---------------------------------- | ------------------------------ |
| 50  | POR  | Kristen Campbell        | 1.78 m | 80 kg | 30 de noviembre de 1997 (27 años)  | PWHPA Calgary                  |
| 35  | POR  | Ann-Renée Desbiens      | 1.75 m | 73 kg | 10 de abril de 1994 (30 años)      | PWHPA Montreal                 |
| 38  | POR  | Emerance Maschmeyer     | 1.68 m | 64 kg | 5 de octubre de 1994 (30 años)     | PWHPA Montreal                 |
| 3   | DEF  | Jocelyne Larocque       | 1.68 m | 66 kg | 19 de mayo de 1988 (36 años)       | PWHPA Toronto                  |
| 21  | DEF  | Ashton Bell             | 1.75 m | 64 kg | 7 de diciembre de 1999 (25 años)   | University of Minnesota Duluth |
| 14  | DEF  | Renata Fast             | 1.70 m | 65 kg | 6 de octubre de 1994 (30 años)     | PWHPA Toronto                  |
| 23  | DEF  | Erin Ambrose            | 1.65 m | 60 kg | 30 de abril de 1994 (30 años)      | PWHPA Toronto                  |
| 17  | DEF  | Ella Shelton            | 1.73 m | 68 kg | 19 de enero de 1998 (27 años)      | PWHPA Toronto                  |
| 42  | DEF  | Claire Thompson         | 1.72 m | 60 kg | 28 de enero de 1998 (27 años)      | PWHPA Toronto                  |
| 28  | DEF  | Micah Zandee-Hart       | 1.73 m | 68 kg | 13 de enero de 1997 (28 años)      | PWHPA Calgary                  |
| 6   | DEL  | Rebecca Johnston        | 1.75 m | 67 kg | 24 de septiembre de 1989 (35 años) | PWHPA Calgary                  |
| 7   | DEL  | Laura Stacey            | 1.78 m | 71 kg | 5 de mayo de 1994 (30 años)        | PWHPA Montreal                 |
| 11  | DEL  | Jillian Saulnier        | 1.65 m | 66 kg | 7 de marzo de 1992 (33 años)       | PWHPA Montreal                 |
| 15  | DEL  | Mélodie Daoust          | 1.63 m | 71 kg | 7 de enero de 1992 (33 años)       | PWHPA Montreal                 |
| 19  | DEL  | Brianne Jenner – A      | 1.75 m | 71 kg | 4 de mayo de 1991 (33 años)        | PWHPA Toronto                  |
| 20  | DEL  | Sarah Nurse             | 1.75 m | 67 kg | 4 de marzo de 1995                 | PWHPA Toronto                  |
| 24  | DEL  | Natalie Spooner         | 1.78 m | 82 kg | 17 de octubre de 1990 (34 años)    | PWHPA Toronto                  |
| 26  | DEL  | Emily Clark             | 1.70 m | 61 kg | 28 de noviembre de 1995 (29 años)  | PWHPA Montreal                 |
| 29  | DEL  | Marie-Philip Poulin – C | 1.70 m | 73 kg | 28 de marzo de 1991 (33 años)      | PWHPA Montreal                 |
| 40  | DEL  | Blayre Turnbull – A     | 1.70 m | 69 kg | 15 de julio de 1993 (31 años)      | PWHPA Calgary                  |
| 10  | DEL  | Sarah Fillier           | 1.63 m | 59 kg | 24 de septiembre de 1989 (35 años) | Princeton Tigers               |
| 27  | DEL  | Emma Maltais            | 1.63 m | 66 kg | 4 de noviembre de 1999 (25 años)   | Universidad Estatal de Ohio    |
| 47  | DEL  | Jamie Lee Rattray       | 1.68 m | 78 kg | 30 de septiembre de 1992 (32 años) | PWHPA Toronto                  |

### Entrenadores/as
En negrita los entrenadores en los Juegos Olímpicos.
- Dave McMaster, 1990
- Rick Polutnick, 1992
- Les Lawton, 1994
- Shannon Miller, 1997–1998
- Danièle Sauvageau, 1999
- Melody Davidson, 2000
- Danièle Sauvageau, 2001–2002
- Karen Hughes, 2004
- Melody Davidson, 2005–2007
- Peter Smith, 2008
- Melody Davidson, 2010
- Matt Perisa, 2011
- Ryan Walter, 2012
- Dan Church, 2012–2013
- Kevin Dineen, 2013–2014
- Doug Derraugh, 2015
- Laura Schuler, 2016–2018
- Perry Pearn, 2018–presente